# Yasutake Toru
Toru Yasutake (sinh ngày 10 tháng 12 năm 1978) là một cầu thủ bóng đá người Nhật Bản.

## Sự nghiệp câu lạc bộ
Toru Yasutake đã từng chơi cho Sanfrecce Hiroshima.